# Меркулов, Василий Павлович
Василий Павлович Меркулов (Меркулов-Путьков; 2 [14] января 1850 — 30 июля [11 августа] 1897, Симферополь) — русский юрист и общественный деятель. Городской голова Симферополя в 1891—1897 годах, надворный советник.

## Биография
Родился 2 января 1850 года в семье симферопольского 3-й гильдии купеческого сына Павла Карповича Меркулова и его жены Марии Константиновны. Крещён в Петропавловской церкви. Учился в Симферопольской гимназии. В 1870 году поступил на юридический факультет Новороссийского университета, который окончил со степенью кандидата прав и стал помощником присяжного поверенного. Затем, получив пятилетний ценз, поступил в присяжные поверенные, которым пробыл недолго, перейдя в область мировой юстиции. 4 июня 1891 года избран городским головой Симферополя (переизбран в 1893 и 1897 годах). При Меркулове впервые был поднят вопрос об устройстве в городе на концессионных началах электрического трамвая. В 1896 году представлял городское население Таврической губернии на торжествах коронации Николая II и Александры Фёдоровны.
Умер 30 июля 1897 года в Симферополе от кровоизлияния в мозг. Похоронен в фамильном склепе на Старом кладбище. В память о городском голове в мужской и женской гимназиях были учреждены стипендии его имени.

## Общественная деятельность
- Председатель Симферопольского сиротского суда
- Почётный мировой судья по Симферопольскому уезду
- Член попечительского совета симферопольской женской гимназии
- Член-казначей Таврического губернского попечительства детских приютов ведомства императрицы Марии
- Член Таврического епархиального училищного совета[9]

## Награды
- Орден Святого Станислава 3-й степени (1895)[12]
- Золотая Бухарская звезда
- Медали
- Высочайшая императорская благодарность (1896)[9]